# 横恋慕 (中島みゆきの曲)
「横恋慕」（よこれんぼ）は、1982年9月21日に発売された中島みゆきの13作目のシングル。

## 解説
前作「誘惑」に引き続き、2作連続でオリコンシングルチャートで2位を獲得した。
収録曲はいずれも中島のオリジナルアルバムには未収録である。「横恋慕」は『中島みゆき THE BEST』で、「忘れな草をもう一度」は『Singles』でアルバム初収録となった。
2004年に発売されたアルバム『いまのきもち』に、「横恋慕」のセルフカバーバージョンが収録されている。
2022年11月28日にこのシングルは、ヤマハミュージックコミュニケーションズにより、ジャケット画像は7インチシングル盤でデジタル・ダウンロード配信された。

## 収録曲
1. 横恋慕
  - 作詞・作曲：中島みゆき、編曲：船山基紀
2. 忘れな草をもう一度
  - 作詞・作曲：中島みゆき、編曲：船山基紀

## 収録アルバム
- 中島みゆき THE BEST (#1)
- Singles (#1,2)
- いまのきもち (#1, セルフカバーバージョン)
- 中島みゆき PRESENTS BEST SELECTION 16 (#1)

## カバー
横恋慕
- Mi-Ke（1992年、アルバム『忘れじのフォーク・白い2白いサンゴ礁』収録）
- 三代目魚武濱田成夫（1997年、アルバム『続・三代目魚武濱田成夫』収録）